# Leptotyphlops alfredschmidti
Leptotyphlops alfredschmidti este o specie de șerpi din genul Leptotyphlops, familia Leptotyphlopidae, descrisă de Lehr, Wallach, Köhler și César Aguilar în anul 2002. Conform Catalogue of Life specia Leptotyphlops alfredschmidti nu are subspecii cunoscute.